# Wiedebusch
Wiedebusch war ein Rittergut am Ostufer des Großen Trebowsees, etwa 2 km nordöstlich von Herzfelde, einem Ortsteil der Stadt Templin im Landkreis Uckermark (Brandenburg). Es wurde um 1750 gegründet und ist zu einem bisher unbestimmten Zeitpunkt nach 1960 abgerissen worden.

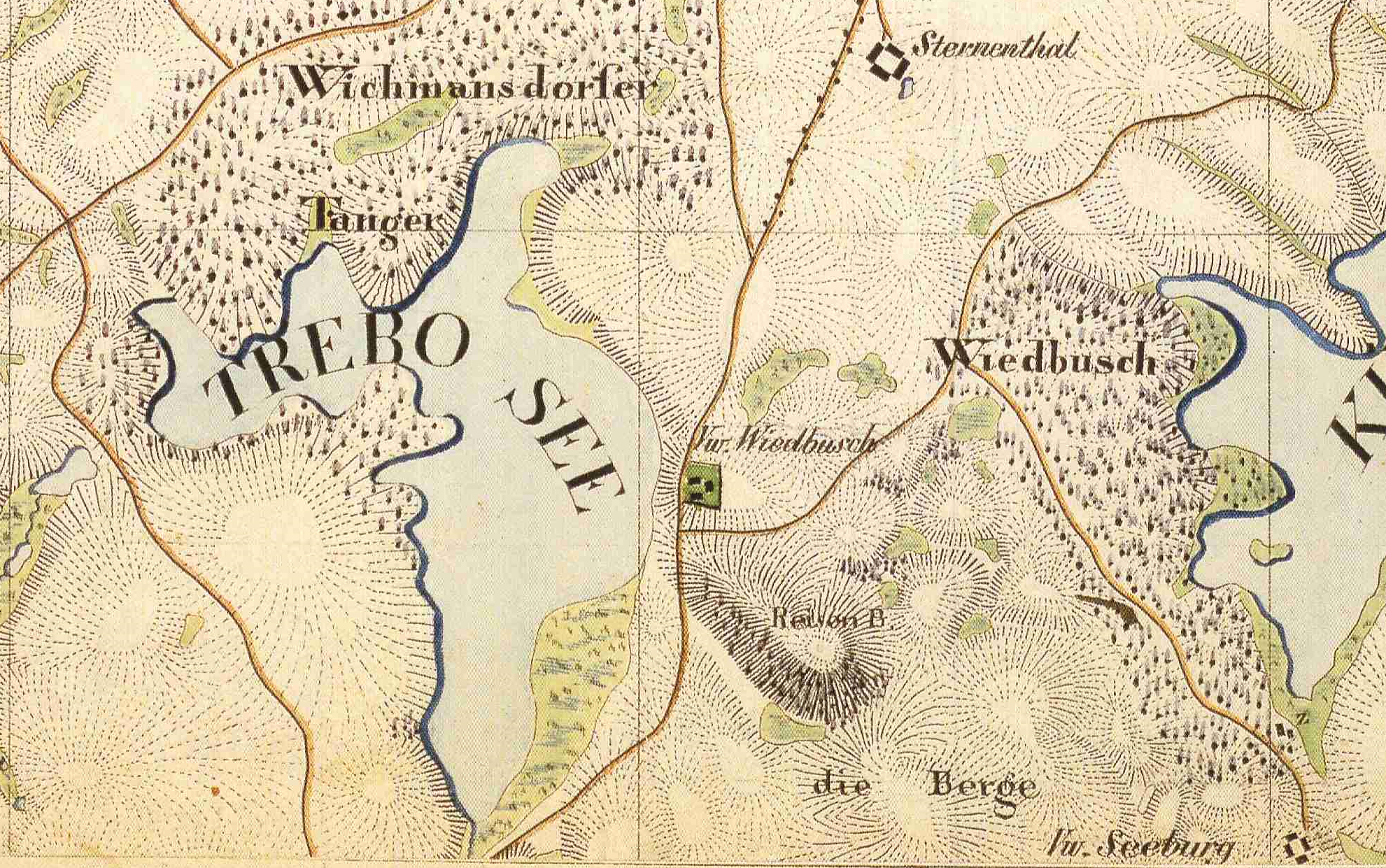
Großer Trebowsee und die Vorwerke Wiedebusch, Sternthal und Seeburg (Mittenwalde), Ausschnitt aus dem Urmesstischblatt 2747 Boitzenburg von 1825

## Lage
Das Vorwerk Wiedebusch lag etwa 2 km nordöstlich von Herzfelde am Ostufer des Trebowsees, knapp nördlich der größten Ostausbauchung des Trebowsees. Das Vorwerk Wiedebusch lag auf der Gemarkung von Herzfelde.

## Geschichte
Das Vorwerk wurde um 1720 als Vorwerk oder Schäferei auf der Feldmark von Herzfelde angelegt. Herzfelde war damals im Besitz der von Berg. 1734 wohnten zwei Häuslinge, zwei Leineweber und zwei Knechte in Wiedebusch. 1775 gab es dort nur noch eine Feuerstelle (Wohnhaus), worin eine Büdnerfamilie wohnte. 1790 wohnte der Verwalter in dem dortigen Wohnhaus; er hatte einen Einlieger (Mieter). 1801 hatte die eine Feuerstelle (Wohnhaus) sogar zwei Einliegerwohnungen. 
1818 sollte das der Frau Majorin von Schaumberg und dem Herrn Lieutenant von Berg gehörige Rittergut auf neun Jahre verpachtet werden. 1828 wurde es an einen Köster verkauft. Ihm folgte 1844 Friedrich Zimmermann, der es 1853 an einen von Wietersheim verkaufte. Auch dieser behielt das Gut nicht lange und verkaufte es 1855 an einen Fiebelkorn. 1867 standen zwei Wohngebäude mit zwei Haushaltungen in Wiedebusch. Insgesamt wohnten dort 23 Menschen. Das General-Adressbuch der Ritterguts- und Gutsbesitzer im Deutschen Reiche von 1879 nennt einen Kelpe als Besitzer von Wiedebusch. Das Gut hatte eine Wirtschaftsfläche von 88,62 Hektar, davon 82,59 Hektar Acker, 3,84 Hektar Wiesen und 2,19 Hektar Hutung (Weiden). Der Grundsteuerreinertrag war auf 1215 Mark angesetzt.
1885 gehörte das Gut einem Ferdinand Wölle. Als Spezialisierung des Betriebs nennt das Handbuch des Grundbesitzes im Deutschen Reiche von 1885 die Aufzucht holländischer Kühe und die Butterproduktion. Die Größe des Guts ist nun mit 90 Hektar angegeben, davon 85 Hektar Acker, 4 Hektar Wiesen und ein Hektar Wasser. Der Grundsteuerreinertrag ist mit 1215 Mark angegeben. Ferdinand Wölle lässt sich bis 1914 als Besitzer von Wiedebusch nachweisen. Er hatte damals einen Tierbestand von 10 Pferden, 45 Stück Rindvieh, davon 25 Kühe und 51 Schweine aufgebaut.
Nach dem Ersten Weltkrieg wechselte der Besitzer. Ab 1921 lässt sich Arthur Geesdorf nachweisen, der das Gut bis (mindestens) 1929 innehatte.
Wiedebusch bildete im 19. Jahrhundert einen eigenen Gutsbezirk. Mit der Bildung der Amtsbezirke 1874 wurde Wiedebusch dem Amtsbezirk Nr. 10 Petznick (Klosterwalde mit Paulinenhof, Rieckshof, Sydowshof, Jakobshagen, Collinshof, Egarsee, Kirchenfelde, Stabeshöhe, Herzfelde, Steinhausen (existiert nicht mehr), Kreuzkrug, Petznick, Henkinshain und Wiedebusch) zugewiesen. Amtsvorsteher war der Kreisdeputierte von Arnim auf Petznick, sein Stellvertreter der Rittergutsbesitzer Lindenberg auf Herzfelde. 1900 hatte der Gutsbezirk eine Fläche von 92 Hektar, also die Betriebsfläche des Gutes. 1928 wurde er mit der Gemeinde Herzfelde vereinigt. 1931 und 1967 war er ein Wohnplatz der Gemeinde Herzfelde. Wann das Gut abgebrochen wurde, ist nicht bekannt.
Wiedebusch war nach Herzfelde eingepfarrt.
| Jahr      | 1735 | 1774 | 1790 | 1801 | 1817 | 1840 | 1858 | 1867 | 1895 | 1925 |
| Einwohner | 12   | 7    | 12   | 13   | 14   | 18   | 20   | 23   | 13   | 21   |